# Championnats du monde d'escrime 1953
Navigation
Édition précédente Édition suivante
Les 9es championnats du monde d'escrime se déroulent à Bruxelles.

## Médaillés
| Épreuves           | Or | Argent | Bronze |
| ------------------ | --- | --- | --- |
| Épée               | | | |
| Hommes individuel  | József Sákovics | Barnabás Berzsenyi | Renzo Marini |
| Hommes par équipes | Italie- Giorgio Anglesio - Franco Bertinetti - Giuseppe Delfino - Edoardo Mangiarotti - Dario Mangiarotti - Carlo Pavesi | France- Édouard Artigas - Daniel Dagallier - Maurice Huet - Armand Mouyal - Jean-Pierre Muller - Gérard Rousset            | Suisse- Jules Amez-Droz - Richard Amstad - Michel Evéquoz - Umberto Menegalli - Fernand Thiébaud - Mario Valota |
| Fleuret            | | | |
| Hommes individuel  | Christian d'Oriola | Edoardo Mangiarotti | Manlio Di Rosa                                                                                                  |
| Hommes par équipes | France- Claude Bancilhon - Christian d'Oriola - Jacques Lataste - Claude Netter - Jacques Noël - Adrien Rommel           | Italie- Giancarlo Bergamini - Manlio Di Rosa - Roberto Ferrari - Edoardo Mangiarotti - Renzo Nostini - Antonio Spallino    | Hongrie- Aladár Gerevich - József Gyuricza - Lajos Maszlay - Endre Palócz - József Sákovics - Endre Tilli       |
| Femmes individuel  | Irene Camber | Renée Garilhe | Ilse Keydel |
| Femmes par équipes | Hongrie- Ilona Elek - Margit Elek - Katalin Kiss - Magda Zsabka                                                          | France- Catherine Delbarre - Renée Garilhe - Raymonde Pécheux - Marguerite Lavagne - Françoise Mailliard - Régine Veronnet | Italie- Irene Camber - Velleda Cesari - Alberta Lorenzoni - Jenny Zanelli - Silvia Strukel - Bruna Colombetti   |
| Sabre              | | | |
| Hommes individuel  | Pál Kovács | Aladár Gerevich | Rudolf Karpati                                                                                                  |
| Hommes par équipes | Hongrie- Tibor Berczelly - Aladár Gerevich - Rudolf Kárpáti - Pál Kovács - László Rajcsányi - Bertalan Papp              | Italie- Gastone Darè - Roberto Ferrari - Renzo Nostini - Domenico Pace - Vincenzo Pinton - Mauro Racca                     | Pologne- Zbigniew Czajkowski - Zygmunt Pawlas - Leszek Suski - Jerzy Pawłowski - Wojciech Zabłocki              |

## Tableau des médailles
| Rang | Nation               | Or | Argent | Bronze | Total |
| ---- | -------------------- | -- | ------ | ------ | ----- |
| 1    | Hongrie              | 4  | 2      | 2      | 8     |
| 2    | Italie               | 2  | 3      | 3      | 8     |
| 3    | France               | 2  | 3      | 0      | 5     |
| 4    | Pologne              | 0  | 0      | 1      | 1     |
| .    | Allemagne de l'Ouest | 0  | 0      | 1      | 1     |
| .    | Suisse               | 0  | 0      | 1      | 1     |